# Rhinophichthus
Rhinophichthus – rodzaj ryb należących do podrodziny Ophichthinae, tworzącej wraz z podrodziną Myrophinae rodzinę żmijakowatych (Ophichthyidae).

## Klasyfikacja
Gatunki zaliczane do tego rodzaju:
- Rhinophichthus penicillatus